# Xã Garrison, Quận Christian, Missouri
Xã Garrison (tiếng Anh: Garrison Township) là một xã thuộc quận Christian, tiểu bang Missouri, Hoa Kỳ. Năm 2010, dân số của xã này là 197 người.